# 謝爾本 (新罕布什爾州)
謝爾本（英語：Shelburne）是一個位於美國新罕布什爾州庫斯縣的鎮。

## 人口
根據2020年美國人口普查的數據，謝爾本的面積為126.30平方千米，當中陸地面積為124.10平方千米，而水域面積為2.20平方千米。當地共有人口353人，而人口密度為每平方千米3人。